# Guerra Luso-Leonesa (1167-1169)
A Guerra Luso-Leonesa de 1167 a 1169 foi um conflito militar travado entre Portugal, reinando a esta data D. Afonso Henriques, e o Reino de Leão, cujo rei era D. Fernando II. 

## Contexto
Com a morte do rei D. Sancho III de Castela em Agosto de 1158, sucedeu-lhe no trono Afonso VIII, então ainda uma criança de quatro anos, circunstância que deixava o reino vulnerável às ambições do rei D. Fernando II de Leão. Em Dezembro de 1160, D. Fernando II reuniu-se com D. Afonso Henriques em Cela Nova e deste encontro parece ter resultado um pacto ou aliança entre os dois monarcas, mediante o casamento do rei de Leão com a filha de D. Afonso, o que garantia ao rei leonês a segurança na sua fronteira ocidental enquanto se ocupava das questões castelhanas, a oriente.
Não durou o pacto muito tempo devido à fundação em 1160 de Cidade Rodrigo, na fronteira portuguesa, por D. Fernando II. Os povoadores revelaram-se má vizinhança e pouco escrupulosos não só para com as cidades leonesas vizinhas como para os portugueses, cujas fronteiras foram desrespeitadas, povoações foram assaltadas e terras usurpadas. As cidades de Salamanca e Ávila protestaram a D. Fernando II e revoltaram-se inclusivamente, mas a rebelião foi suprimida pelo rei em 1162.
Nova guerra entre Portugal e Leão travou-se de 1162 a 1165 e em 1167 reacenderam-se novamente as hostilidades entre os dois reinos.

## Decorrer das hostilidades

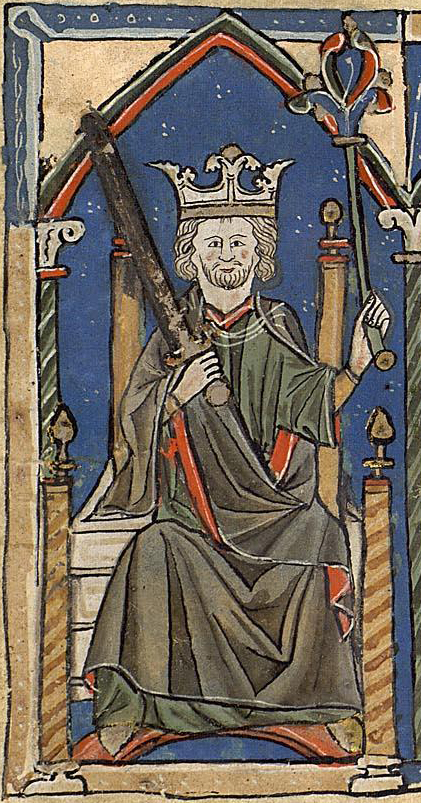
Fernando II de Leão.

De Portugal foi lançado um ataque contra Cidade Rodrigo, expedição oficialmente encabeçada pelo infante D. Sancho, que contava 13 anos por então, idade normal à época para o começo da aprendizagem militar. Os portugueses foram porém confrontados pelos leoneses em Arganal e desbaratados. Escapou D. Sancho mas foram cativados em combate muitos portugueses. D. Fernando II libertou os prisioneiros mas, no entanto, não logrou pacificar D. Afonso Henriques.
Aproximou-se então da fronteira galega o rei português. Vários nobres galegos foram corrompidos e depois a cidade de Tui foi tomada, registando-se na ocasião a vandalização da catedral. Neste edifício havia-se a guarnição da cidade recolhido para resistir aos portugueses. De Tui passou aos territórios de Toronho e Límia, que foram ocupados. Ao castelo de Sandino, propriedade dos monges de Cela Nova, foi imposto cerco, porém tão violenta tempestade se abateu sobre as hostes portuguesas que tiveram de ser canceladas as operações militares. Os monges de Cela Nova atribuíram este acontecimento à intervenção de São Rosendo, seu santo patrono.
Um castelo foi erigido com rapidez em Cedofeita, perto de Cela Nova. Entretanto, mais a sul, na Primavera de 1169 Geraldo Geraldes, célebre chefe que conquistava castelos muçulmanos na fronteira, sitiou a cidade de Badajoz e conquistou a medina mas revelava-se incapaz de tomar a elevada alcáçova, onde se havia refugiado a guarnição, pelo que pediu auxílio a D. Afonso, provavelmente quando este ainda se encontrava na Galiza.
Depois de instalar guarnições nas novas conquistas, retirou-se D. Afonso Henriques para sul. O castelo de Cedofeita foi rapidamente atacado por D. Fernando II e, quando um raio atingiu a torre principal, a guarnição rendeu-se.

### O cerco de Badajoz, 1169
A cidade de Badajoz era uma das mais importantes fortalezas almóadas no Andaluz. Devido a constantes ataques, razias, e conflitos civis, os arredores de Badajoz encontravam-se, por então, despovoados.

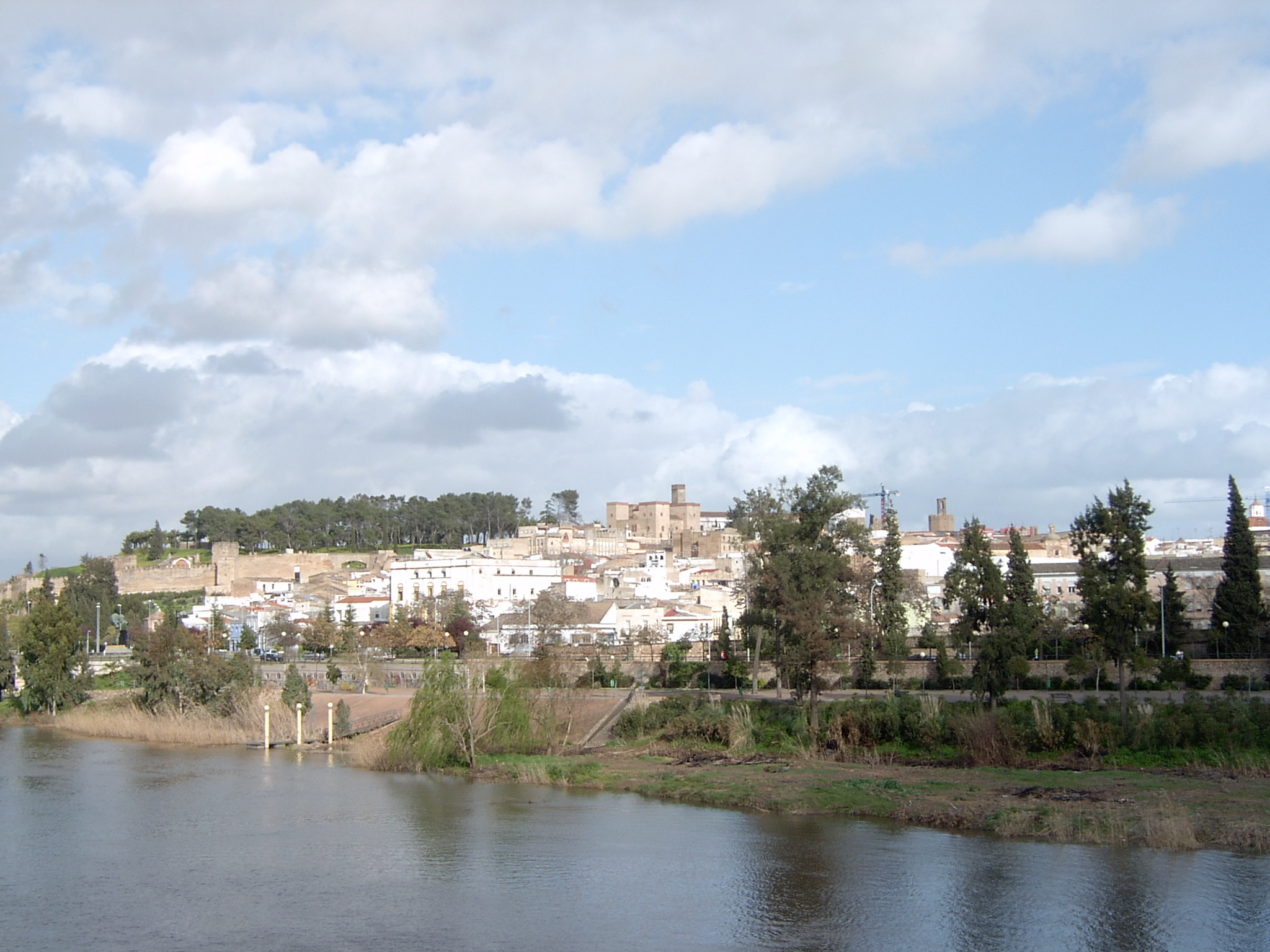
A cidade de Badajoz.

Os habitantes de Badajoz pagavam páreas ou tributo ao rei de Leão em troca de protecção e ficara estipulado entre D. Afonso Henrique e D. Fernando II que a conquista da cidade seria deixada para Leão. Condições, naturalmente, ultrapassadas aquando do reatar de hostilidades.
Enquanto D. Fernando combatia na Galiza para recuperar os castelos e territórios ocupados pelos portugueses, chegou a Badajoz D. Afonso Henriques à cabeça das suas hostes e instalaram-se os portugueses na medina. Os defensores muçulmanos de Badajoz encurralados na alcáçova foram, no entanto, socorridos não pelo califa almóada, mas pelo rei de Leão, a quem haviam pedido ajuda. Começou este a sitiar os sitiantes portugueses e, quando tentou D. Afonso Henrique passar pela porta da cidade com os seus homens, a cavalo, partiu a perna ao bater contra um dos ferrolhos, sendo depois capturado pelos leoneses, em Caia.
A captura do rei português revelou-se decisiva e foi dado termo às hostilidades. 

## Consequências
O rei de Leão tratou o seu homólogo português com cortesia mas, ainda assim, teve D. Afonso Henriques de pagar um avultado resgate e de prescindir de territórios na Galiza e na margem esquerda do Rio Guadiana em troca da liberdade. Geraldo Sem-Pavor, por sua vez, regressou a Juromenha ao passo que o alcaide muçulmano de Badajoz tomou novamente plena posse da sua cidade.
Embora tenha passado algum tempo nas Termas de São Pedro do Sul a recuperar, nunca mais pôde Afonso Henriques montar a cavalo.